# Acanthophyllum diezianum
Acanthophyllum diezianum är en nejlikväxtart som beskrevs av Hand.-mazz. Acanthophyllum diezianum ingår i släktet Acanthophyllum och familjen nejlikväxter. Inga underarter finns listade i Catalogue of Life.